# محمد ممدوح هاشم
محمد ممدوح هاشم (مواليد 1 أبريل 1989)، لاعب كرة يد مصري بلعب إماراتي قائد لصالح الشارقة الإماراتي ومنتخب مصر.
فاز مع نادي مونبيليه بدوري أبطال أوروبا لكرة اليد 2017-2018.

## بدايته
بدأ محمد ممدوح مشواره الأحترافي في نادي الزمالك فاز معهم بالعديد من الألقاب ثم انتقل لنادي أكس ان بروفانس الفرنسي ثم انتقل لنادي مونبيليه.

## حياته الشخصية
اتهمت طليقه محمد بأنه يرفض علاج ابنته بعد إصابتها بخلل في الجينات، الذي يؤدي إلى شلل عضلي في جميع أنحاء الجسد، بينما رد محمد بأن طليقته تستغل مرض ابنته للاستفادة منه مادياً.

## ألقابه

### نادي مونبيليه
- بطل دوري أبطال أوروبا 2017-2018
- بطل بطولة كأس الأبطال الفرنسية 2018

### منتخب مصر
- ذهبية دورة الألعاب الأفريقية 2015

## روابط خارجية
- محمد ممدوح هاشم على موقع الاتحاد الدولي لكرة اليد (الإنجليزية)
- محمد ممدوح هاشم على موقع الاتحاد الأوروبي لكرة اليد (الإنجليزية)
- محمد ممدوح هاشم على موقع الاتحاد الفرنسي لكرة اليد (الفرنسية)
- محمد ممدوح هاشم على موقع اللجنة الأولمبية الدولية (الإنجليزية)
- محمد ممدوح هاشم على موقع أوليمبيديا (الإنجليزية)